# Prados (Celorico da Beira)
Prados é uma povoação portuguesa sede da Freguesia de Prados do Município de Celorico da Beira, freguesia com 14,23 km² de área e 146 habitantes (censo de 2021), tendo, por isso, uma densidade populacional de 10,3 hab./km².
Prados é a aldeia de maior altitude do seu município. Da Penha de Prados avistam-se sete castelos, mas não o mais próximo que é o Castelo de Linhares.
Fez parte do concelho de Linhares extinto em 24 de outubro de 1855 e passou a integrar o concelho (atual município) de Celorico da Beira.
Pertence à rede de Aldeias de Montanha.
Existe em Prados uma microrreserva onde se pode observar o narciso-trompeta (Narcissus pseudonarcissus subsp. Nobilis), uma espécie rara em Portugal.

## Demografia
A população registada nos censos foi:
| Distribuição da População por Grupos Etários | Distribuição da População por Grupos Etários | Distribuição da População por Grupos Etários | Distribuição da População por Grupos Etários | Distribuição da População por Grupos Etários |
| -------------------------------------------- | -------------------------------------------- | -------------------------------------------- | -------------------------------------------- | -------------------------------------------- |
| Ano                                          | 0-14 Anos                                    | 15-24 Anos                                   | 25-64 Anos                                   | > 65 Anos                                    |
| 2001                                         | 24                                           | 34                                           | 81                                           | 83                                           |
| 2011                                         | 13                                           | 14                                           | 68                                           | 85                                           |
| 2021                                         | 10                                           | 5                                            | 55                                           | 76                                           |

## Património
- Igreja da Senhora de Assunção
- Capela de São Sebastião
- Alminhas

## Pontos de interesse
- Casa do Mundo Rural de Prados
- Soutos
- Galeria ribeirinha de amieiros (vale da ribeira da Muxagata)
- Pedra Sobreposta
- Penha de Prados - 1134 metros de altitude[8]